# Murina fusca
Murina fusca (Sowerby, 1922) è un pipistrello della famiglia dei Vespertilionidi endemico della Cina.

## Descrizione

### Dimensioni
Pipistrello di piccole dimensioni, con la lunghezza della testa e del corpo di 58 mm, la lunghezza dell'avambraccio di 40 mm, la lunghezza della coda di 34 mm, la lunghezza del piede di 8 mm, la lunghezza delle orecchie di 18 mm.

### Aspetto
Le parti dorsali sono bruno-grigiastre cosparse di numerosi lunghi peli biancastri, mentre le parti ventrali sono più chiare. Il muso è stretto, allungato, con le narici protuberanti e tubulari. Gli occhi sono molto piccoli. I piedi sono piccoli e ricoperti di peli. La coda è lunga ed inclusa completamente nell'ampio uropatagio, il quale è densamente ricoperto di peli. Il calcar è lungo.

## Biologia

### Comportamento
L'unico esemplare conosciuto è stato catturato all'interno di una casa di un pastore, probabilmente utilizzata come rifugio durante il periodo di ibernazione.

### Alimentazione
Si nutre di insetti.

## Distribuzione e habitat
Questa specie è conosciuta soltanto da una femmina catturata nella provincia cinese dell'Heilongjiang nel 1914 e conservata presso il National Museum of Natural History di Washington con numero di catalogo USNM 199672.
Vive nelle foreste collinari.

## Conservazione
La IUCN Red List, considerato che questa specie è conosciuta soltanto dall'olotipo e non ci sono informazioni recenti circa il suo areale, lo stato della popolazione e i requisiti ecologici, classifica M.fusca come specie con dati insufficienti (DD).